# SCSV Kamal Dewaker
SCSV Kamal Dewaker is een Surinaamse voetbalclub uit Livorno (Paramaribo).
Het eerste herenelftal van de vereniging speelde jarenlang in de eerste klasse maar promoveerde in het seizoen 2009-2010 naar de Surinaamse hoofdklasse.